# Twardowski wywołujący ducha Barbary przed Zygmuntem Augustem

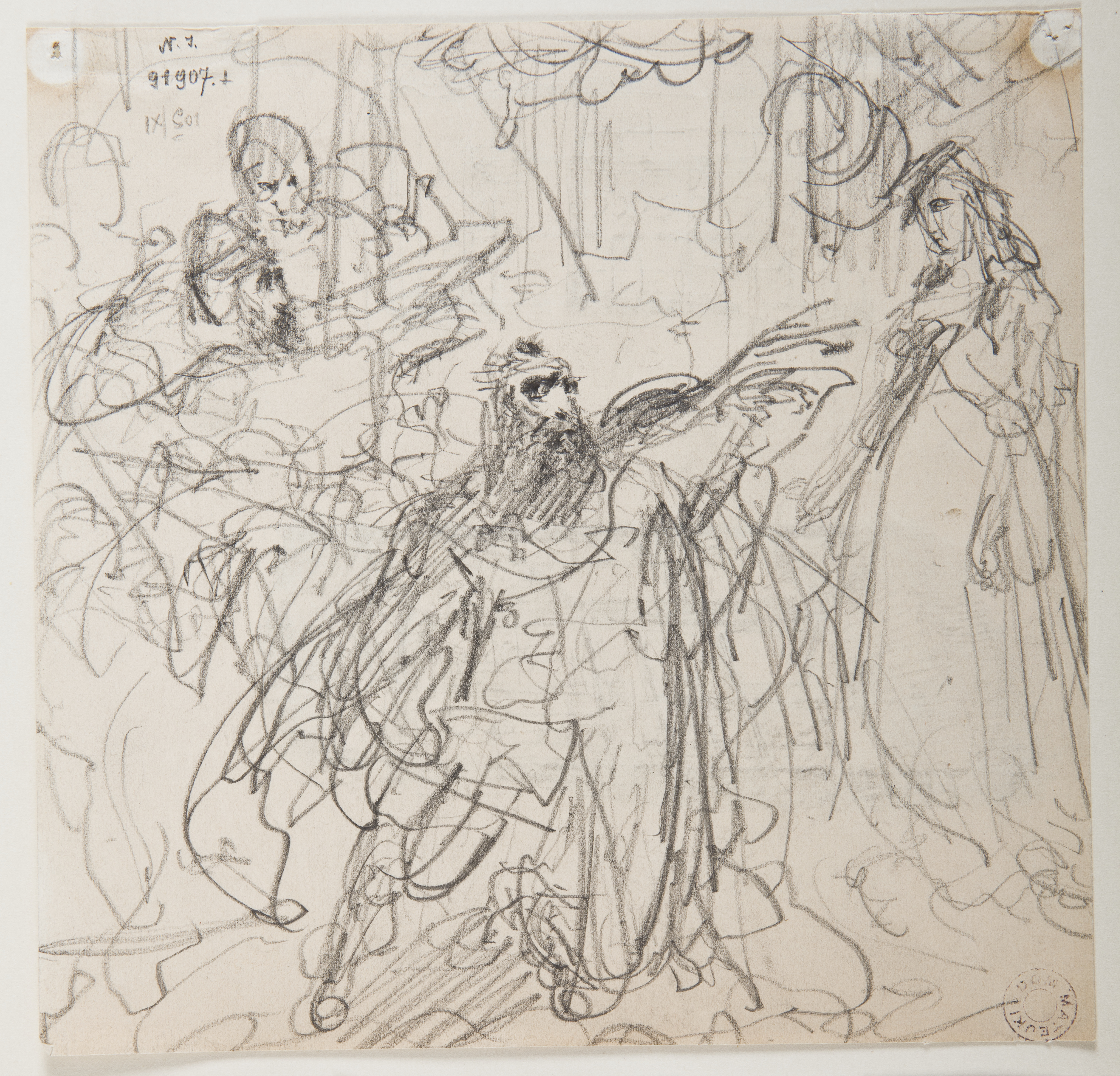
Jan Matejko, szkic kompozycyjny do obrazu

Twardowski wywołujący ducha Barbary przez Zygmuntem Augustem – szkic do niewykonanego obrazu autorstwa Jana Matejki. Wykonany na desce o wymiarach 26 × 40 cm, sygnowany inicjałami z prawej strony u dołu: JM. Sporządzony w dworku w Krzesławicach i stamtąd przewieziony do Krakowa 9 października 1884 roku jako jeden z czterech wypracowanych szkiców historycznych: Kordecki na murach Częstochowy błagający o pomoc Bożą, Bolesław Chrobry przy Złotej Bramie w Kijowie, Biskup Krasiński przy śmierci Zygmunta Augusta oraz rzeczony Twardowski wywołujący ducha Barbary przed Zygmuntem Augustem i w takiej formie pozostaje do dziś. Obecnie znajduje się w zbiorach Muzeum Narodowego w Warszawie.

## Legenda
W okresie panowania Zygmunta Augusta krążyła legenda o głębokiej miłości króla do jego żony, Barbary Radziwiłłówny. Po nagłej śmierci ukochanej, król pogrążony w żalu pragnął zobaczyć jej ducha jeszcze raz. Wśród wszystkich zwołanych czarowników pojawił się pewien Twardowski. Ten mężczyzna obiecał królowi, że przywróci ducha jego ukochanej. Jednakże w dniu ceremonii, Twardowski ostrzegł króla, aby ten nie opuszczał krzesła w trakcie rytuału. Gdy magiczny obrzęd rozpoczął się, postać pięknej Barbary wyłoniła się z lustra, unosząc się wśród mglistego dymu. Zygmunta Augusta ogarnęło głębokie uczucie tęsknoty i miłości, pragnął padnąć przed nią i objąć ją. Jednak Twardowski siłą zatrzymał króla na krześle, powstrzymując go od pochopnych działań.

Istnieją różne wersje tego wydarzenia, jedna z nich zakłada, że duch Barbary został przywołany dzięki magicznej latarni, tej samej – która zaklęta w skałę – wznosi się dotąd we wsi Prądnik Korzkiewski i nosi nazwę Latarni Twardowskiego. 
Wedle jeszcze innej wersji (Roman Bugaj), urządzono mistyfikację, stawiając wówczas w miejsce Barbary ówczesną faworytę króla, Barbarę Giżankę, łudząco podobną do zmarłej. Wszystko to miał zorganizować podkomorzy krakowski i zausznik królewski Mikołaj Mniszech.

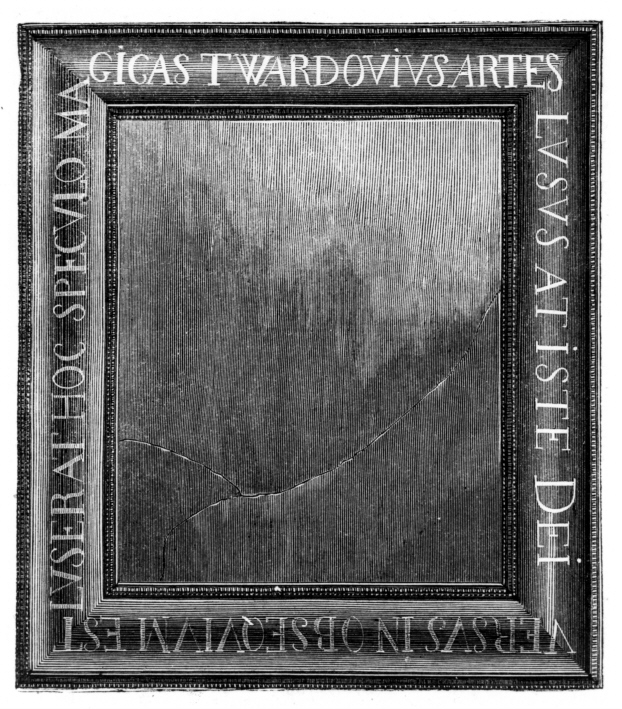
lustro Twardowskiego

Twardowski wykorzystał wówczas popularną metodę katoptromancji, czyli wróżenia z lustra, który to artefakt zachował się po dziś dzień. Cały proces miał polegać na wywołaniu ducha Radziwiłłówny za jego pomocą, gdyż rzekomo miał być on dziełem szatana. Zostało wykonane w Niemczech, ze stopu srebra, cynku, antymonu i cyny (niemniej jednak niektóre źródła stanowią, że ze stopu złota i srebra), oprawione jest w czarną ramę, na której umieszczony został napis łaciński:
LVSERAT HOC SPECVLO MAGICAS TWARDOVIVS ARTES LVSVS AT ISTE DEI VERSVS IN OBSEQVIAM EST 

Zabawiał się tym lustrem Twardowski magiczne sztuki ukazując lecz na służbę Bożą obrócone to jest

## Opis obrazu
Obraz przedstawia w charakterystycznym dla Matejki ujęciu rzutu perspektywicznego oraz kompozycyjnego postaci, swoją spersonalizowaną wizję wydarzenia legendarnego, jakim było wywołanie ducha zmarłej królowej Barbary Radziwiłłówny na życzenie Zygmunta Augusta. Całość rozgrywa się w mrocznej komnacie zamkowej, rozświetlonej światłem dwóch świec, wprowadzających nas w pewną wzniosłą nastrojowość. Na drugim planie, na osi centralnej, w fotelu usadowiony został Zygmunt August, którego zmarła ukochana ukazuje się po lewej stronie przy oknie. Zjawa Barbary, wywołana przez słynnego legendarnego czarownika Twardowskiego, znajdującego się po prawej stronie obrazu, który przedstawiony został z uniesioną w geście wykonania zaklęcia magicznego ręką i wzrokiem utkwionym w lustro odbijające sylwetkę Barbary, w lewej zaś ręce trzyma rozwartą księgę, a u jego stóp płonie kadzidło oraz leży trupia czaszka. Za fotelem króla widoczna jest postać jego zaufanego dworzanina, ukazującego mieszankę strachu tudzież ciekawości. Obraz stanowi manifest ideowy, za pomocą którego Matejko tworzył tradycję sztuki polskiej .

## Proweniencja
9 października 1884 roku obraz został przywieziony do Krakowa z dworku w Krzesławicach jako jeden z pięciu wypracowanych szkiców artystycznych i pozostał w zbiorach rodziny artysty w Krakowie. W źródłach pojawiają się informacje, że w 1926 roku stanowił on własność Franciszka Macharskiego zamieszkałego w Krakowie, natomiast w roku 1938 przeszedł na własność doktora Leopolda Macharskiego. W 1955 roku obraz został podarowany dla Muzeum Narodowego w Warszawie i w jego zbiorach pozostaje do dziś.